# Scottish Championship 2021/22
Die Scottish Championship wird 2021/22 zum 9. Mal als zweithöchste Fußball-Spielklasse der Herren in Schottland ausgespielt. Die Liga wird offiziell als cinch Championship ausgetragen. und ist nach der Premiership und vor der League One und League Two eine der vier Ligen in der 2013 gegründeten Scottish Professional Football League. Es ist zudem die 115. Austragung einer zweithöchsten Fußball-Spielklasse innerhalb der Scottish Professional Football League.
Die Saison begann am 31. Juli 2021. Die Spielzeit endet mit dem 36. Spieltag am 29. April 2022.
In der Saison 2021/22 treten zehn Klubs in insgesamt 36 Spieltagen gegeneinander an. Jedes Team spielt jeweils zweimal zu Hause und auswärts gegen jedes andere Team.
Den Titel und Aufstieg sicherte sich der FC Kilmarnock am vorletzten Spieltag gegen den direkten Konkurrenten FC Arbroath, womit nach einem Jahr der Wiederaufstieg gelang. Für die Aufstiegsrelegation qualifizierten sich bisher Arbroath und Inverness Caledonian Thistle. Queen of the South stieg in die League One ab.

## Vereine
| Verein                       | Stadt       | Stadion                   | Kapazität |
| ---------------------------- | ----------- | ------------------------- | --------- |
| FC Arbroath                  | Arbroath    | Gayfield Park             | 06.600    |
| Ayr United                   | Ayr         | Somerset Park             | 10.185    |
| Dunfermline Athletic         | Dunfermline | East End Park             | 11.480    |
| Greenock Morton              | Greenock    | Cappielow Park            | 11.589    |
| Hamilton Academical          | Hamilton    | Fountain of Youth Stadium | 06.018    |
| Inverness Caledonian Thistle | Inverness   | Caledonian Stadium        | 07.750    |
| FC Kilmarnock                | Kilmarnock  | BBSP Stadium, Rugby Park  | 17.889    |
| Queen of the South           | Dumfries    | Palmerston Park           | 08.690    |
| Partick Thistle              | Glasgow     | Firhill Stadium           | 10.102    |
| Raith Rovers                 | Kirkcaldy   | Stark’s Park              | 08.867    |

## Abschlusstabelle
| Pl. | Verein                       | Sp. | S  | U  | N  | Tore    | Diff. | Punkte |
| --- | ---------------------------- | --- | -- | -- | -- | ------- | ----- | ------ |
| 1.  | FC Kilmarnock (A)            | 36  | 20 | 7  | 9  | 050:270 | +23   | 67     |
| 2.  | FC Arbroath                  | 36  | 17 | 14 | 5  | 054:280 | +26   | 65     |
| 3.  | Inverness Caledonian Thistle | 36  | 16 | 11 | 9  | 053:340 | +19   | 59     |
| 4.  | Partick Thistle (N)          | 36  | 14 | 10 | 12 | 046:400 | +6    | 52     |
| 5.  | Raith Rovers                 | 36  | 12 | 14 | 10 | 044:440 | ±0    | 50     |
| 6.  | Hamilton Academical (A)      | 36  | 10 | 12 | 14 | 038:530 | −15   | 42     |
| 7.  | Greenock Morton              | 36  | 9  | 13 | 14 | 036:470 | −11   | 40     |
| 8.  | Ayr United                   | 36  | 9  | 12 | 15 | 039:520 | −13   | 39     |
| 9.  | Dunfermline Athletic         | 36  | 7  | 14 | 15 | 036:530 | −17   | 35     |
| 10. | Queen of the South           | 36  | 8  | 9  | 19 | 036:540 | −18   | 33     |

| Zum Saisonende 2021/22: |

| Zum Saisonende 2020/21: |                                                |
| (A)                     | Absteiger aus der Scottish Premiership 2020/21 |
| (N)                     | Aufsteiger aus der Scottish League One 2020/21 |

### Tabellenverlauf
Verlegte Partien werden entsprechend der ursprünglichen Terminierung dargestellt, damit an allen Spieltagen für jede Mannschaft die gleiche Anzahl an Spielen berücksichtigt wird.
|                     | 1  | 2  | 3  | 4  | 5  | 6  | 7  | 8  | 9  | 10 | 11 | 12 | 13 | 14 | 15 | 16 | 17 | 18 | 19 | 20 | 21 | 22 | 23 | 24 | 25 | 26 | 27 | 28 | 29 | 30 | 31 | 32 | 33 | 34 | 35 | 36 |
| ------------------- | -- | -- | -- | -- | -- | -- | -- | -- | -- | -- | -- | -- | -- | -- | -- | -- | -- | -- | -- | -- | -- | -- | -- | -- | -- | -- | -- | -- | -- | -- | -- | -- | -- | -- | -- | -- |
| KIL                 | 1  | 2  | 1  | 3  | 2  | 2  | 2  | 2  | 3  | 2  | 1  | 1  | 1  | 1  | 1  | 3  | 4  | 4  | 3  | 3  | 3  | 2  | 2  | 2  | 2  | 2  | 2  | 2  | 1  | 1  | 1  | 1  | 1  | 1  | 1  | 1  |
| Hamilton Academical | 4  | 5  | 9  | 6  | 9  | 9  | 9  | 8  | 8  | 8  | 7  | 7  | 7  | 7  | 8  | 6  | 6  | 6  | 6  | 6  | 6  | 6  | 7  | 7  | 7  | 7  | 7  | 8  | 8  | 7  | 6  | 6  | 7  | 6  | 6  | 6  |
| Raith Rovers        | 4  | 5  | 7  | 5  | 6  | 5  | 4  | 4  | 2  | 3  | 4  | 4  | 4  | 2  | 2  | 2  | 2  | 3  | 4  | 5  | 5  | 5  | 5  | 5  | 5  | 5  | 5  | 5  | 5  | 5  | 5  | 5  | 5  | 5  | 5  | 5  |
| DFA                 | 6  | 9  | 8  | 9  | 10 | 10 | 10 | 10 | 10 | 10 | 10 | 10 | 10 | 10 | 6  | 9  | 8  | 9  | 10 | 10 | 10 | 10 | 10 | 9  | 9  | 9  | 9  | 9  | 9  | 9  | 9  | 9  | 9  | 9  | 9  | 9  |
| INV                 | 3  | 3  | 2  | 1  | 1  | 1  | 1  | 1  | 1  | 1  | 2  | 2  | 2  | 3  | 3  | 1  | 1  | 2  | 2  | 2  | 2  | 3  | 3  | 3  | 4  | 4  | 4  | 4  | 4  | 3  | 3  | 3  | 3  | 3  | 3  | 3  |
| Queen of the South  | 8  | 10 | 6  | 8  | 5  | 7  | 7  | 6  | 7  | 7  | 8  | 8  | 9  | 9  | 10 | 10 | 9  | 7  | 8  | 7  | 9  | 9  | 9  | 10 | 10 | 10 | 10 | 10 | 10 | 10 | 10 | 10 | 10 | 10 | 10 | 10 |
| FC Arbroath         | 9  | 7  | 4  | 4  | 3  | 3  | 3  | 3  | 5  | 5  | 3  | 3  | 3  | 5  | 5  | 5  | 3  | 1  | 1  | 1  | 1  | 1  | 1  | 1  | 1  | 1  | 1  | 1  | 2  | 2  | 2  | 2  | 2  | 2  | 2  | 2  |
| Ayr United          | 10 | 8  | 10 | 10 | 7  | 6  | 6  | 7  | 6  | 6  | 6  | 6  | 6  | 6  | 7  | 7  | 7  | 8  | 7  | 8  | 7  | 7  | 8  | 8  | 8  | 8  | 8  | 6  | 7  | 8  | 8  | 8  | 8  | 8  | 8  | 8  |
| GRE                 | 6  | 4  | 5  | 7  | 8  | 8  | 8  | 9  | 9  | 9  | 9  | 9  | 8  | 8  | 9  | 8  | 10 | 10 | 9  | 9  | 8  | 8  | 6  | 6  | 6  | 6  | 6  | 7  | 6  | 6  | 7  | 7  | 6  | 7  | 7  | 7  |
| Partick Thistle     | 2  | 1  | 3  | 2  | 4  | 4  | 5  | 5  | 4  | 4  | 5  | 5  | 5  | 4  | 4  | 4  | 5  | 5  | 5  | 4  | 4  | 4  | 4  | 4  | 3  | 3  | 3  | 3  | 3  | 4  | 4  | 4  | 4  | 4  | 4  | 4  |

## Relegation
Teilnehmer an den Relegationsspielen sind der Neuntplatzierte aus der diesjährigen Championship, sowie drei Mannschaften aus der League One, der Airdrieonians FC, FC Montrose und der FC Queen’s Park. Die Sieger der ersten Runde spielen in der letzten Runde um einen Platz für die folgende Scottish Championship-Saison 2022/23.
Erste Runde
Die Spiele wurden am 3./4. und 7. Mai 2022 ausgetragen.
|                 | Gesamt |                      | Hinspiel | Rückspiel |
| --------------- | ------ | -------------------- | -------- | --------- |
| FC Queen’s Park | 1:0    | Dunfermline Athletic | 0:0      | 1:0       |
| FC Montrose     | 5:6    | Airdrieonians FC     | 1:0      | 4:6 n. V. |

Zweite Runde
Die Spiele werden am 12. und 15. Mai 2022 ausgetragen.
|                 | Gesamt |                  | Hinspiel | Rückspiel |
| --------------- | ------ | ---------------- | -------- | --------- |
| FC Queen’s Park | 3:2    | Airdrieonians FC | 1:1      | 2:1 n. V. |

## Personal und Sponsoren
| Verein                       | Logo | Trainer                                                                                       | Kapitän         | Ausrüster | Hauptsponsor                                 |
| ---------------------------- | ---- | --------------------------------------------------------------------------------------------- | --------------- | --------- | -------------------------------------------- |
| FC Arbroath                  |      | Dick Campbell                                                                                 | Colin Hamilton  | Macron    | Megatech                                     |
| Ayr United                   |      | David Hopkin (bis September 2021) Jim Duffy (bis Dezember 2021) Lee Bullen (ab Dezember 2021) | Sean McGinty    | Hummel    | Bitcoin Cash                                 |
| Dunfermline Athletic         |      | Peter Grant (bis November 2021) John Hughes (ab November 2021)                                | Graham Dorrans  | Joma      | SRJ Windows                                  |
| Greenock Morton              |      | Gus MacPherson (bis Dezember 2021) Dougie Imrie (ab Dezember 2021)                            | Kyle Jacobs     | est 1874  | McGill’s Bus Services                        |
| Hamilton Academical          |      | Brian Rice (bis August 2021) Stuart Taylor (ab August 2021)                                   | Brian Easton    | Adidas    | Cullen                                       |
| Inverness Caledonian Thistle |      | Billy Dodds                                                                                   | Sean Welsh      | Puma      | Intelligent Land Investments                 |
| FC Kilmarnock                |      | Tommy Wright (bis Januar 2022) Derek McInnes (ab Januar 2022)                                 | Chris Stokes    | Hummel    | Brownings The Bakers                         |
| Queen of the South           |      | Allan Johnston                                                                                | Willie Gibson   | Macron    | Rosefield Salvage                            |
| Partick Thistle              |      | Ian McCall                                                                                    | Ross Docherty   | O’Neills  | Just Employment Law                          |
| Raith Rovers                 |      | John McGlynn                                                                                  | Kyle Benedictus | Joma      | valmcdermid.com (Heim), Tag Games (Auswärts) |

## Auszeichnungen während der Saison
| Monat          | Trainer des Monats                         | Spieler des Monats                            |
| -------------- | ------------------------------------------ | --------------------------------------------- |
| August 2021    | Billy Dodds (Inverness Caledonian Thistle) | Michael McKenna (FC Arbroath)                 |
| September 2021 | Dick Campbell (FC Arbroath)                | Joel Nouble (FC Arbroath)                     |
| Oktober 2021   | John McGlynn (Raith Rovers)                | Oli Shaw (FC Kilmarnock)                      |
| November 2021  | Ian McCall (Partick Thistle)               | Ethan Ross (Raith Rovers)                     |
| Dezember 2021  | Dick Campbell (FC Arbroath)                | Anton Dowds (FC Arbroath)                     |
| Januar 2022    | Dougie Imrie (Greenock Morton)             | Gavin Reilly (Greenock Morton)                |
| Februar 2022   | Dougie Imrie (Greenock Morton)             | Kyle Lafferty (FC Kilmarnock)                 |
| März 2022      | Derek McInnes (FC Kilmarnock)              | Kyle Lafferty (FC Kilmarnock)                 |
| April 2022     | Derek McInnes (FC Kilmarnock)              | Logan Chalmers (Inverness Caledonian Thistle) |